# Bataille de Saint-James (12 septembre 1795)
Pour les articles homonymes, voir Bataille de Saint-James.
Chouannerie
Batailles
La bataille de Saint-James se déroule le 12 septembre 1795, pendant la Chouannerie.

## Déroulement
Le 12 septembre 1795,,, deux jours après leur victoire au combat de La Croix-Avranchin, les chouans, au nombre de 1 000 hommes selon les républicains, attaquent la petite ville de Saint-James,. La garnison, composée de soldats du 3e bataillon de la 19e demi-brigade d'infanterie légère,,, se replie dans les retranchements élevés autour d'un calvaire, sur l'emplacement de l'ancien château,,, où ils parviennent à contenir les assaillants,. Ces derniers pillent alors quelques maisons de patriotes,, et abattent l'arbre de la liberté,,. Au bout d'une heure,, une heure et demie ou trois heures, les chouans se retirent, sans doute par crainte de l'arrivée de renforts républicains,. La population et la municipalité de Saint-James sont par la suite accusés par les officiers de la 19e demi-brigade de carabiniers, cantonnés à Saint-Georges-de-Reintembault, de ne pas avoir aidé la garnison,. En réponse, la municipalité adresse un rapport aux administrateurs du district qui le remettent au représentant Dentzel. Elle s'empresse ensuite de faire de nouveaux travaux de fortification à la redoute du Calvaire, qui est entourée d'une palissade, tandis que trois tentes et des lits de camps sont établis pour l'installation d'un corps de garde.

## Pertes
Les républicains perdent quatorze soldats et un officier,,, — le capitaine Bados,, tué d'une balle en plein front, — ainsi que plusieurs blessés. Plusieurs chouans sont également tués, mais leur nombre n'est pas connu.